# Servantes de Marie de Galeazza
Les Servantes de Marie de Galeazza (en latin : Congregatio Sororum Servarum Mariae de Galeatia) sont une congrégation religieuse féminine enseignante et hospitalière de droit pontifical.

## Historique
La congrégation est fondée par Ferdinand Marie Baccilieri (1821-1893) membre du Tiers-Ordre des servites et curé de Galeazza. Sous sa direction, le 25 novembre 1855, neuf jeunes filles prononcent leurs vœux selon la règle du Tiers-Ordre. En 1858, certaines d'entre elles commencent à vivre une vie commune et le 9 août 1871, Baccilieri leur donne la règle des sœurs servites de Rome, adapté par lui pour la vie active.
Le cardinal Domenico Svampa, archevêque de Bologne approuve la congrégation et son règlement le 21 novembre 1899. L'institut reçoit le décret de louange le 19 mai 1939 et ses constitutions religieuses sont définitivement approuvées par le Saint-Siège le 27 janvier 1947. Il est agrégé à l'ordre des Servites de Marie du 8 décembre 1932. 

## Activités et diffusion
Les religieuses se dédient à l'enseignement, au soin des malades et aux personnes âgées, à la catéchèse et œuvres paroissiales.
Elles sont présentes en :
- Europe : Italie, Allemagne, République tchèque.
- Amérique : Brésil.
- Asie : Corée du Sud.

La maison généralice est à Bologne.
En 2017, la congrégation comptait 140 sœurs dans 26 maisons.